# Raspsjöstjärna
Raspsjöstjärna (Poraniomorpha hispida) är en sjöstjärneart som först beskrevs av Michael Sars 1872.  Raspsjöstjärna ingår i släktet Poraniomorpha och familjen kuddsjöstjärnor. Arten är reproducerande i Sverige.

## Underarter
Arten delas in i följande underarter:
- P. h. hispida
- P. h. rosea